# بطولة أمريكا الجنوبية لألعاب القوى للشباب 1975
بطولة أمريكا الجنوبية لألعاب القوى للشباب 1975 هي النسخة الـ 2 من بطولة أمريكا الجنوبية لألعاب القوى للشباب. أقيمت في كيتو. شارك فيها 212 رياضياً من 7 بلدان. كان ملعب آتاهوالبا الأولمبي هو الملعب الرئيسي للدورة. تصدرت البرازيل جدول الميداليات برصيد 27 ميدالية منها 9 ذهبية.

## جدول الميداليات
| الترتيب | منتخب     | ذهبية | فضية | برونزية | المجموع |
| ------- | --------- | ----- | ---- | ------- | ------- |
| 1       | البرازيل  | 9     | 11   | 7       | 27      |
| 2       | الأرجنتين | 9     | 9    | 7       | 25      |
| 3       | كولومبيا  | 5     | 4    | 4       | 13      |
| 4       | تشيلي     | 4     | 2    | 10      | 16      |
| 5       | بيرو      | 3     | 5    | 1       | 9       |
| 6       | الإكوادور | 1     | 0    | 2       | 3       |